# خنک
شهر خنک (به فرانسوی: Genk) در شهرستان اسلت در استان لمبورگ در منطقه فلاندری در کشور بلژیک واقع شده‌است.

## نگارخانه

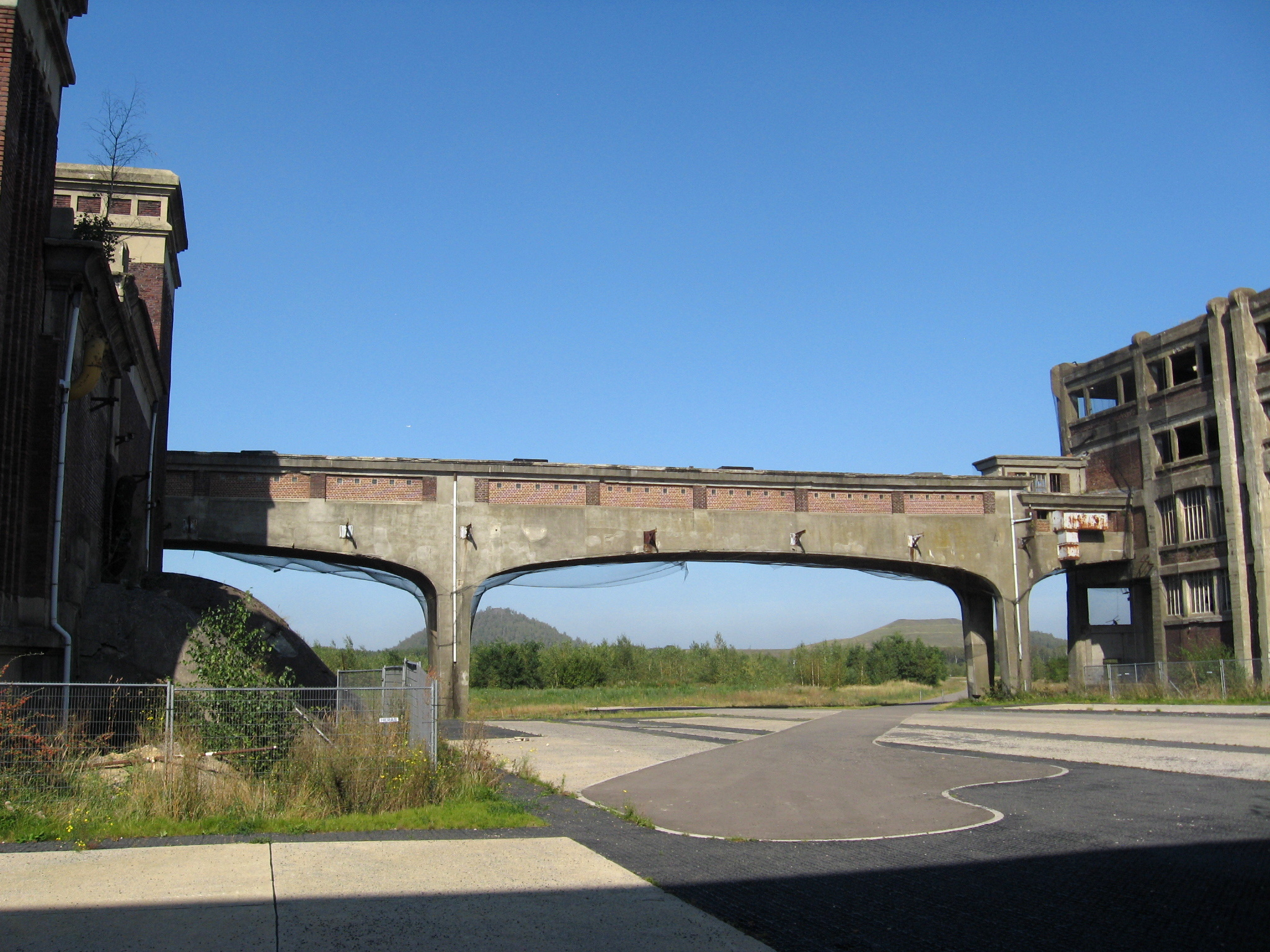
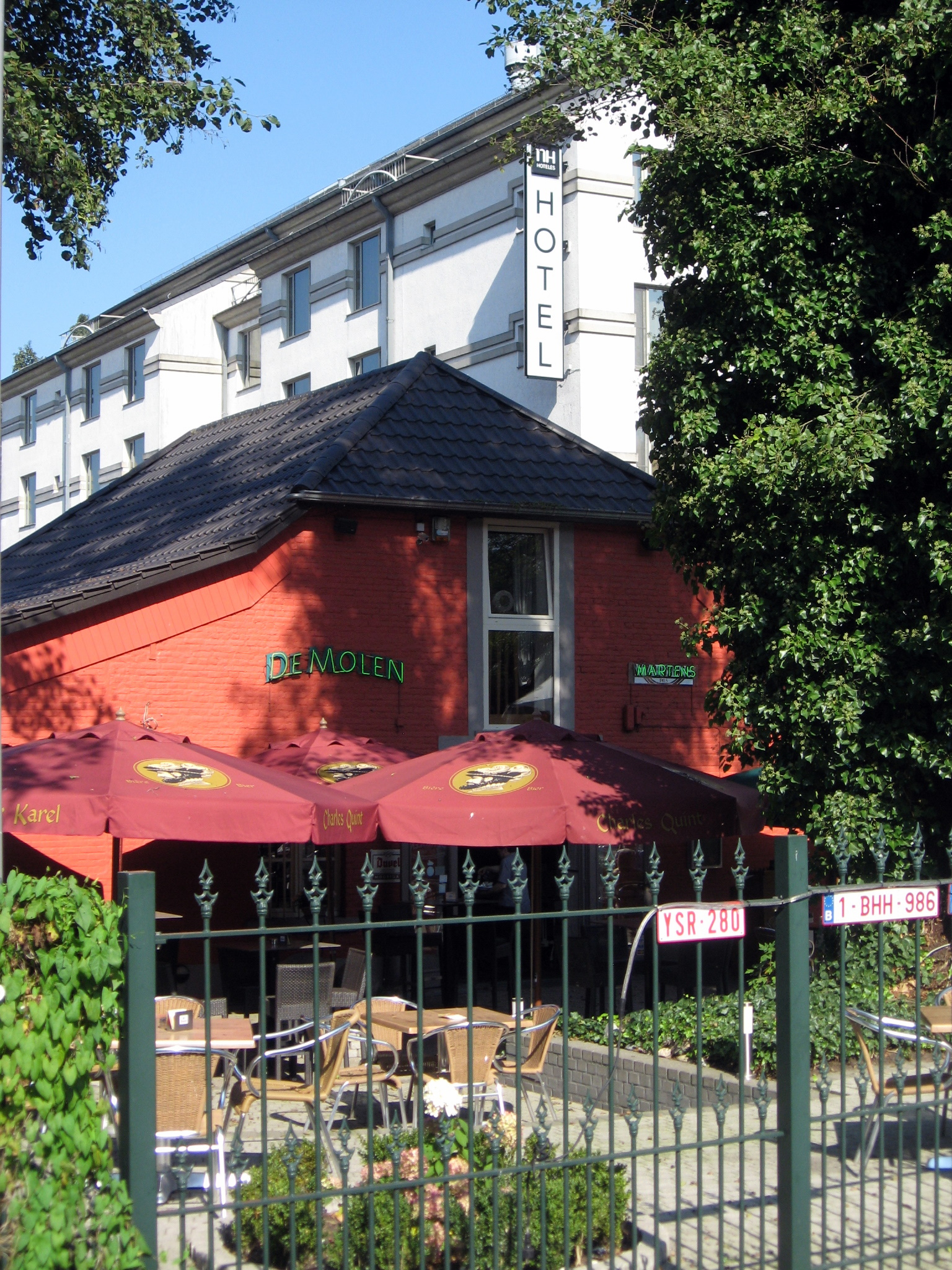
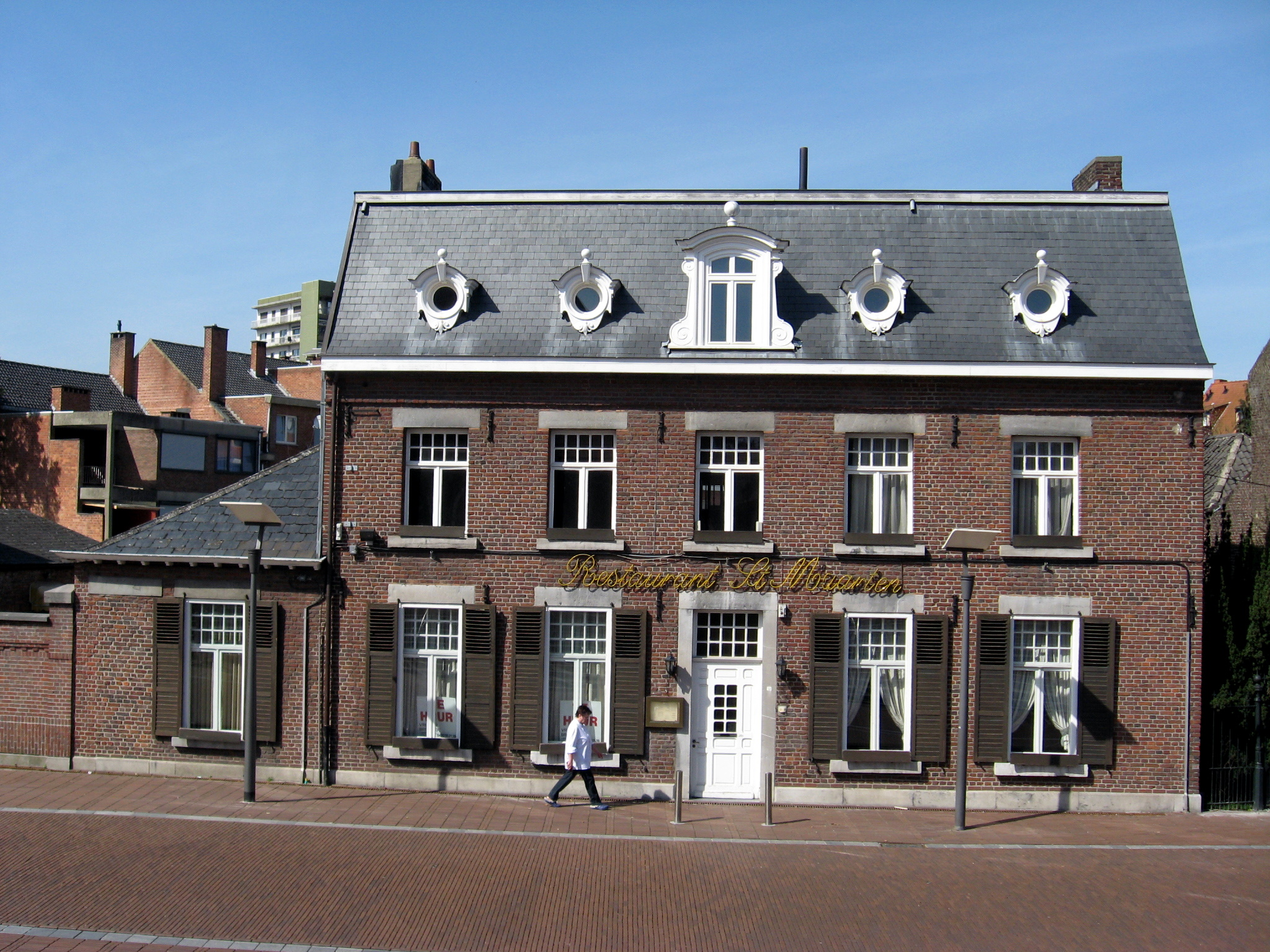
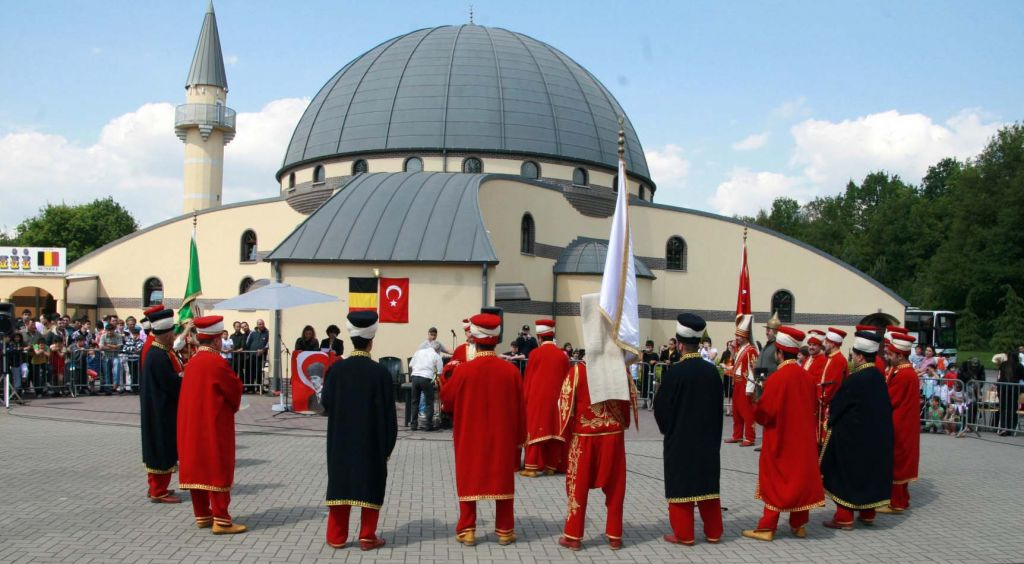
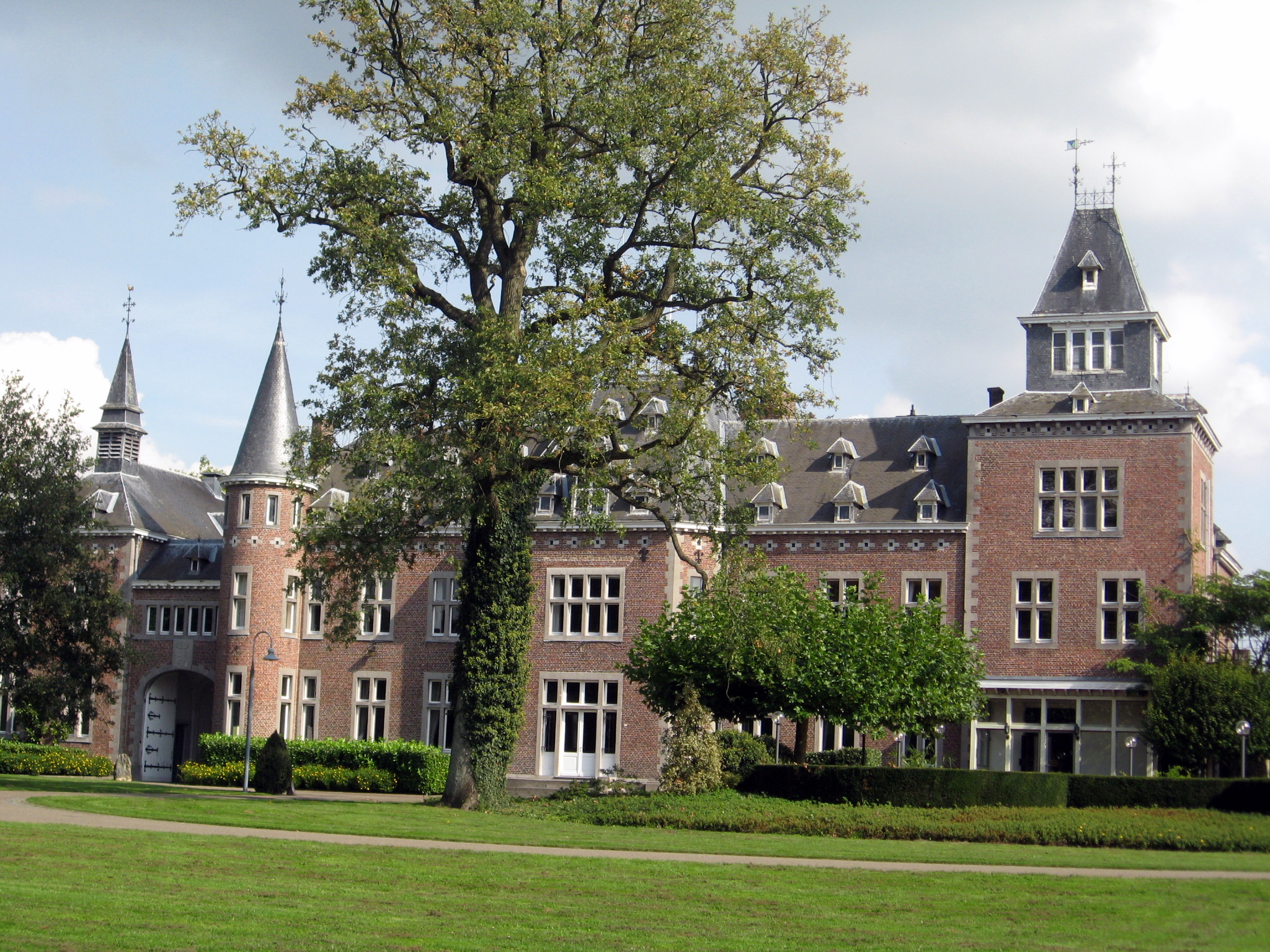
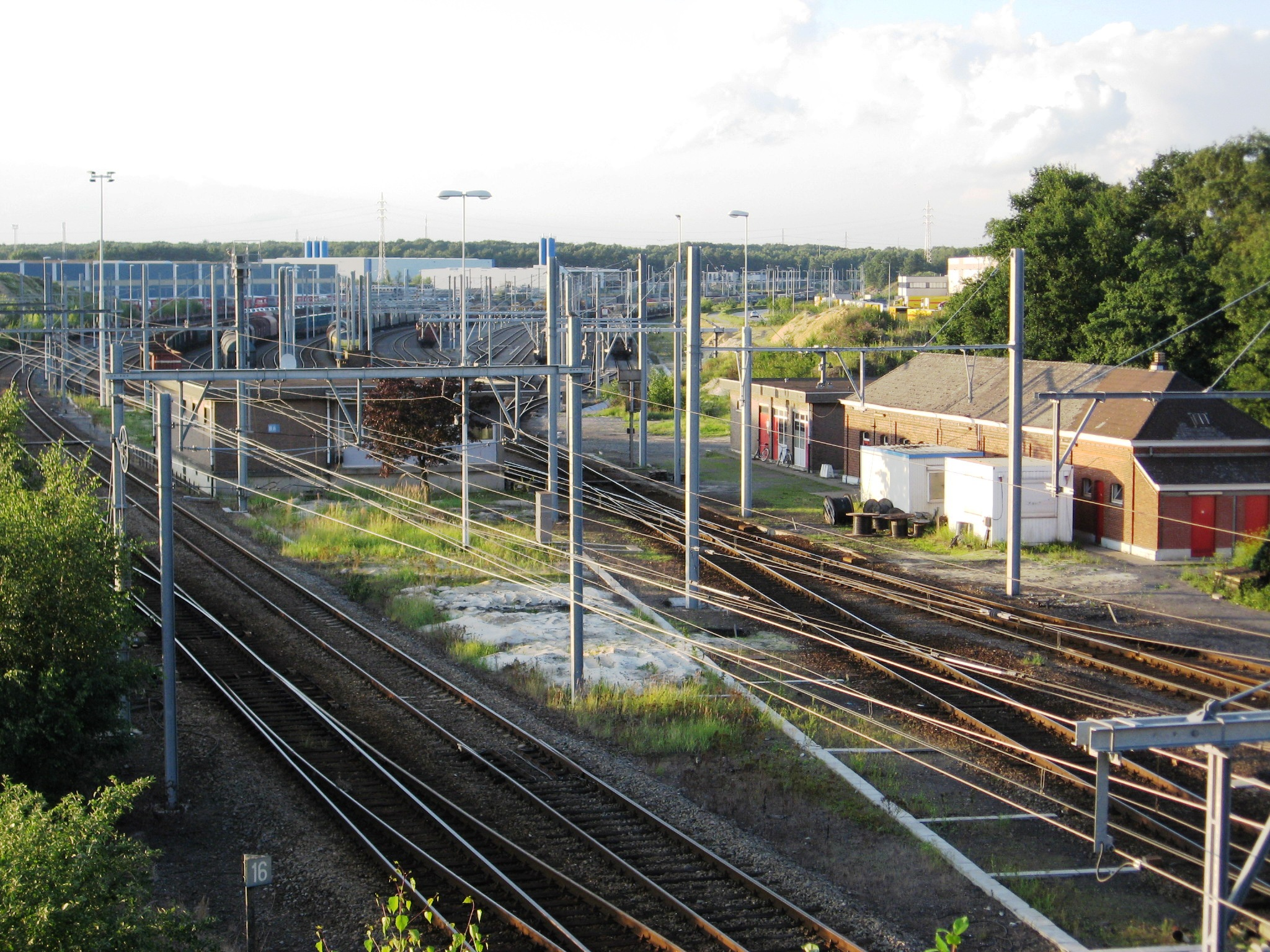
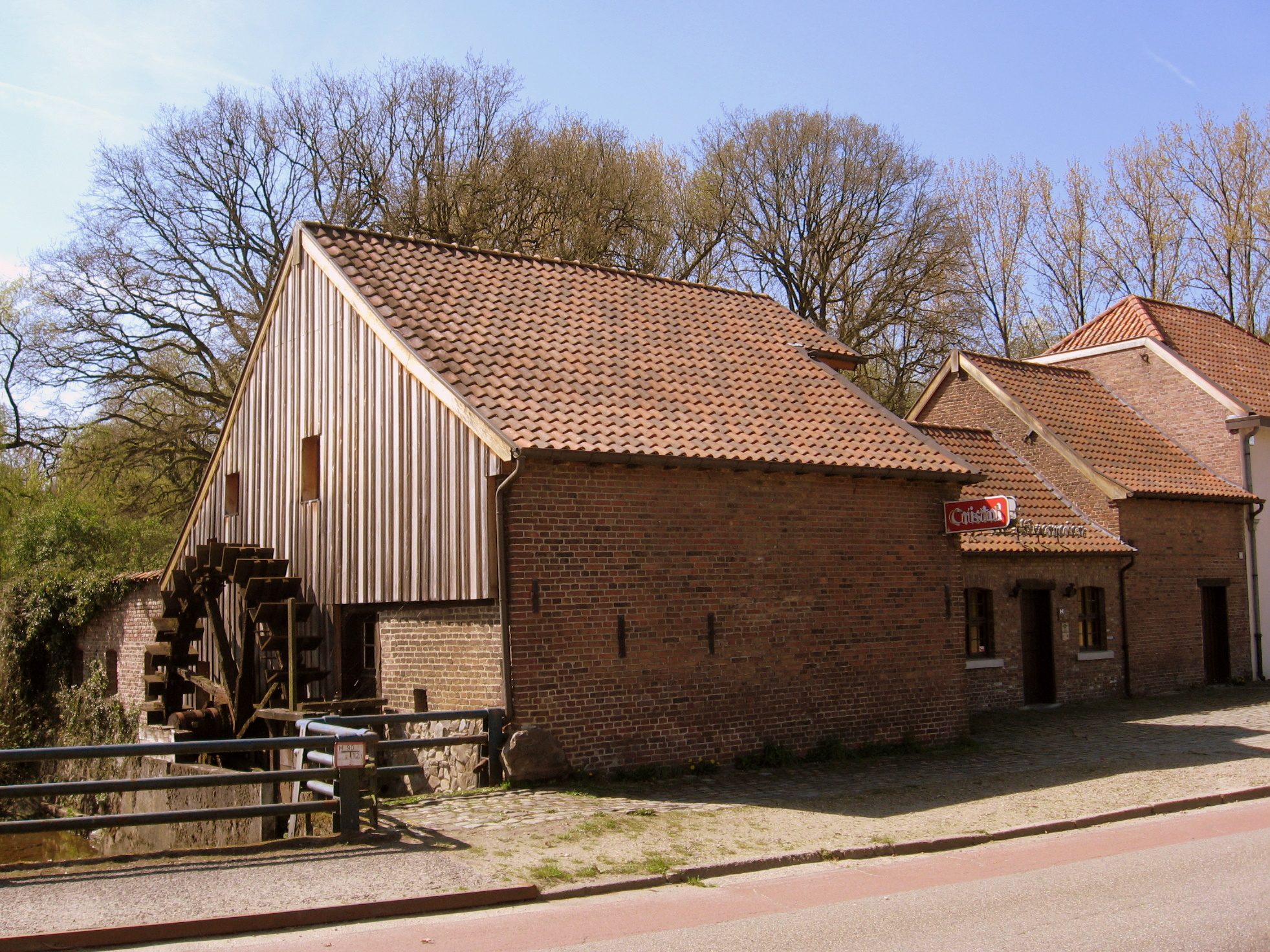
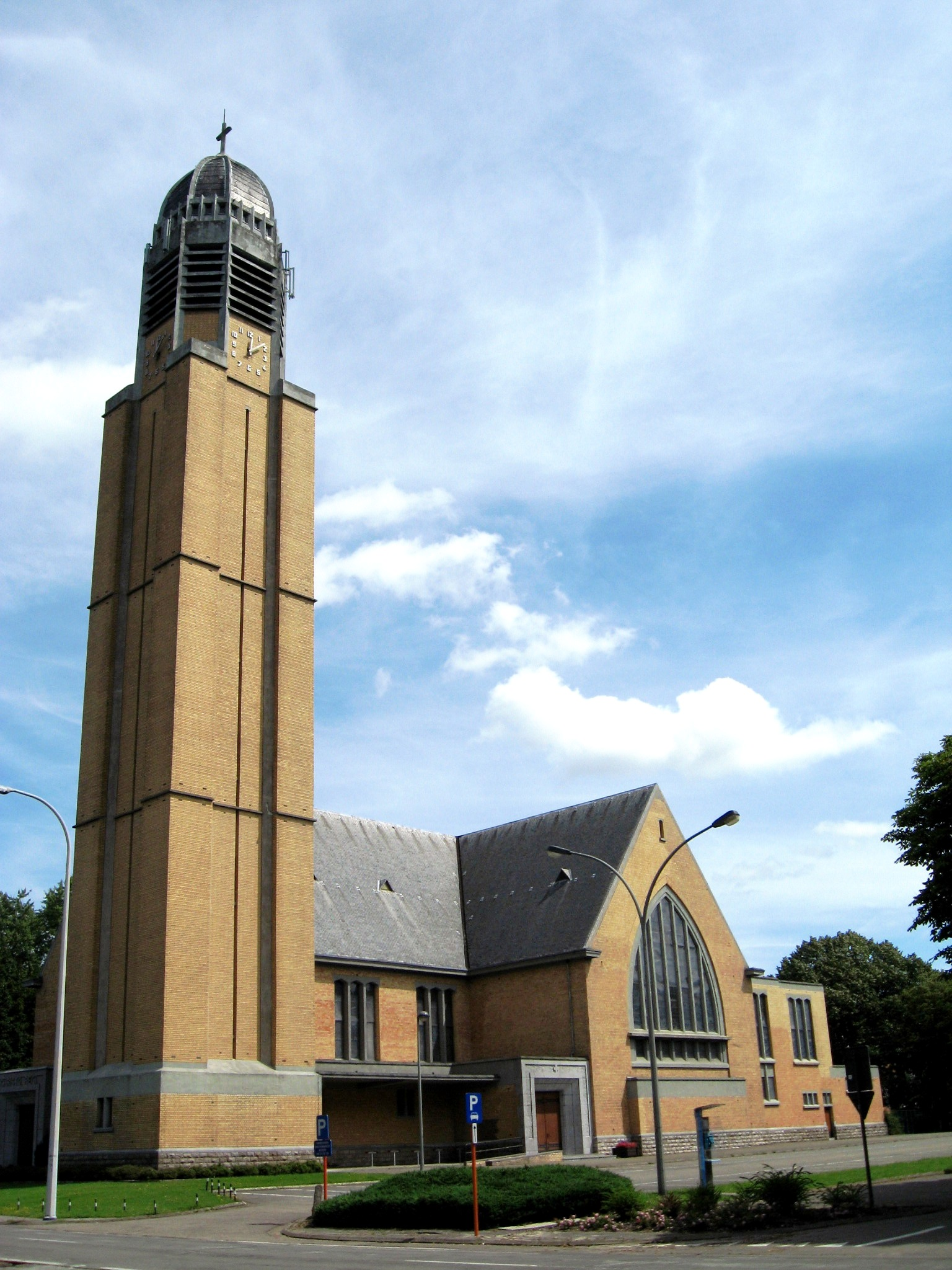
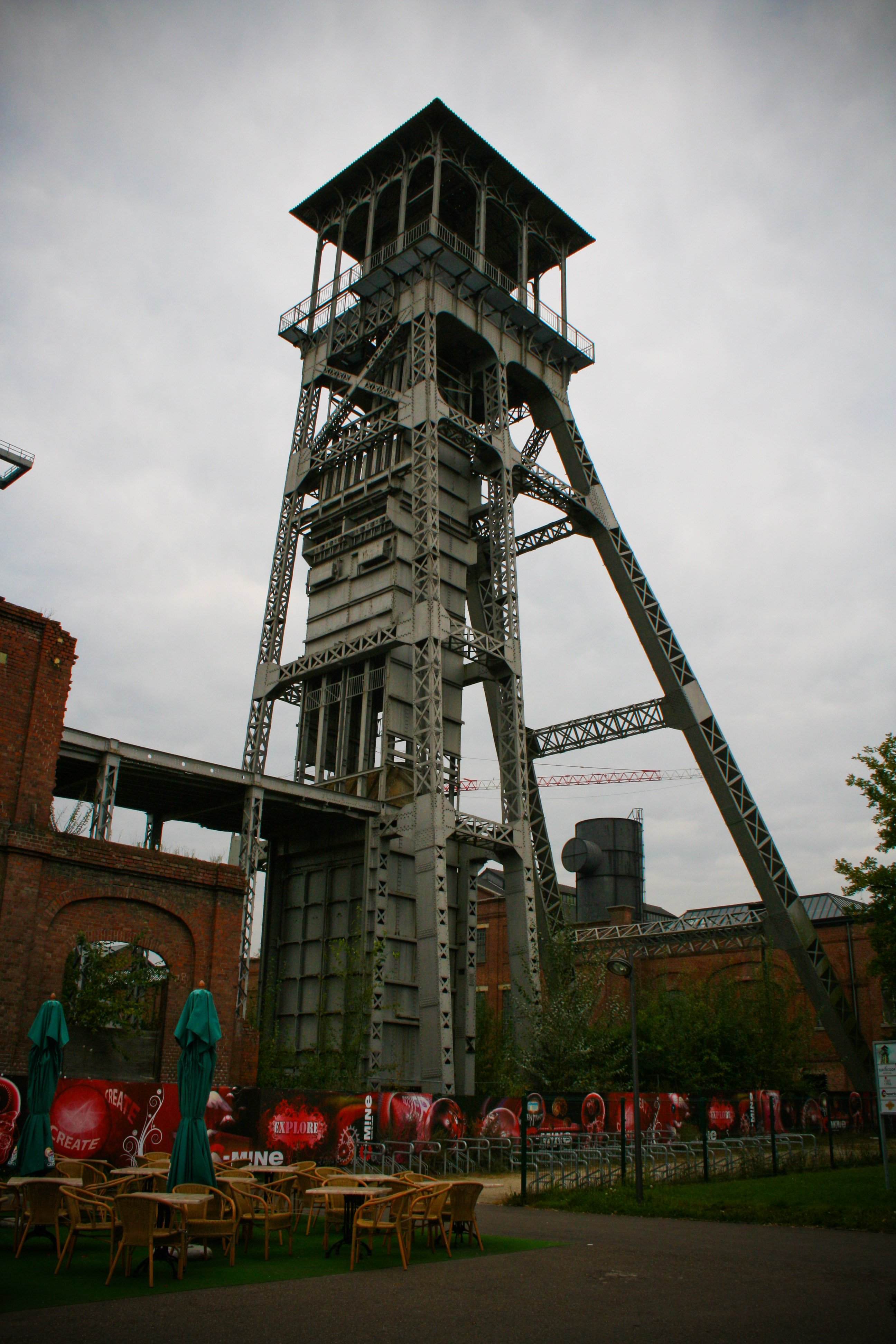
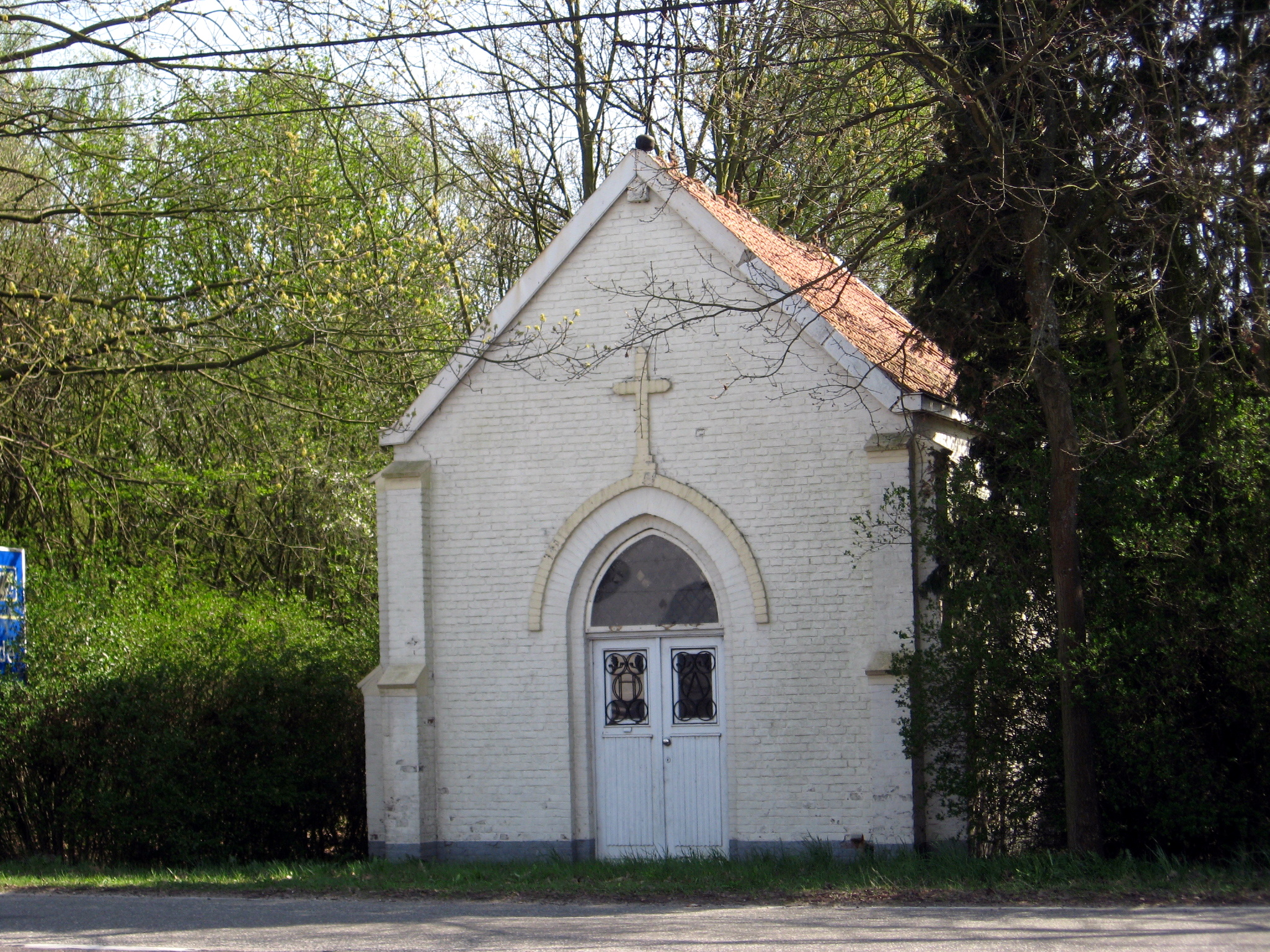
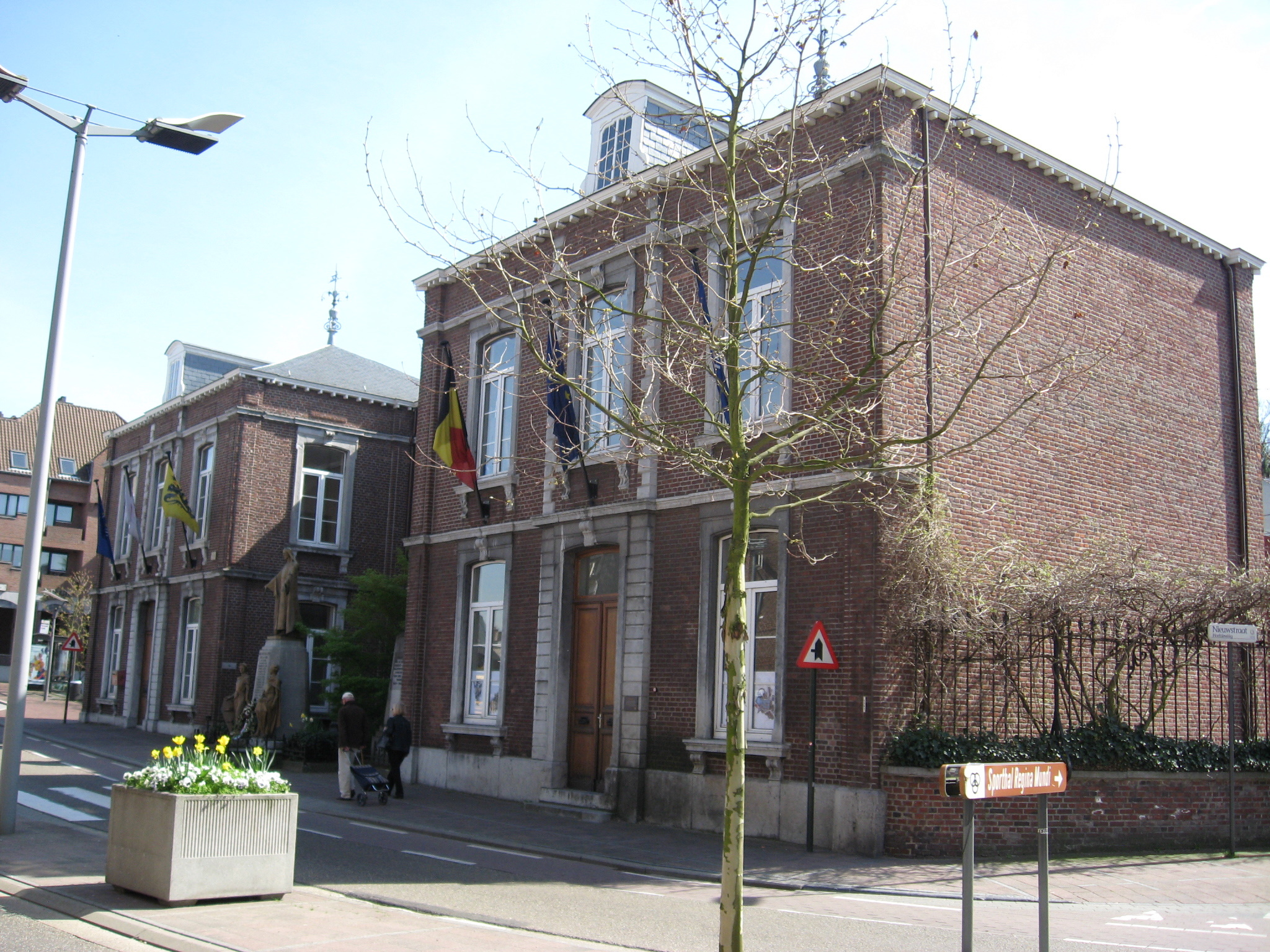
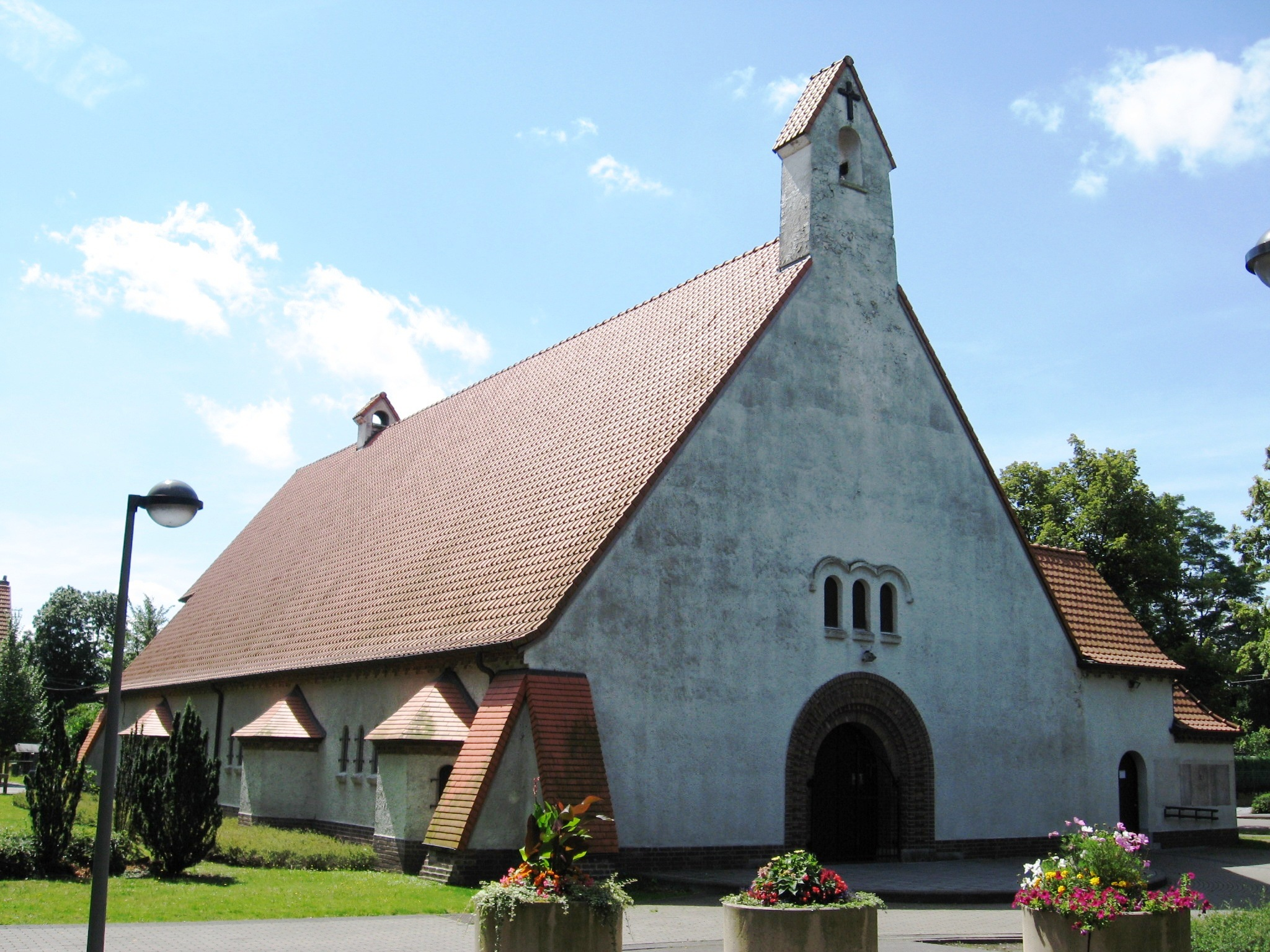
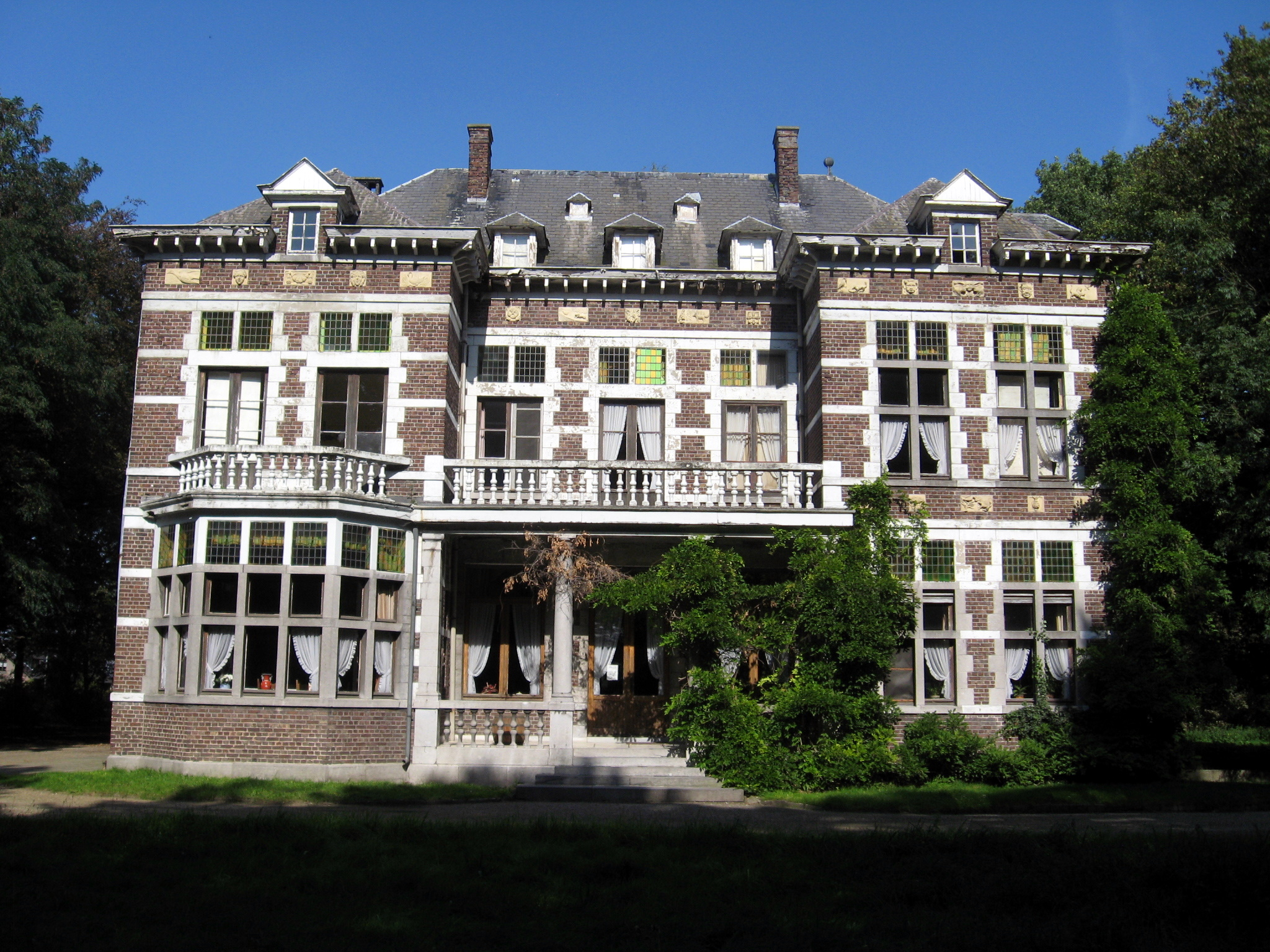
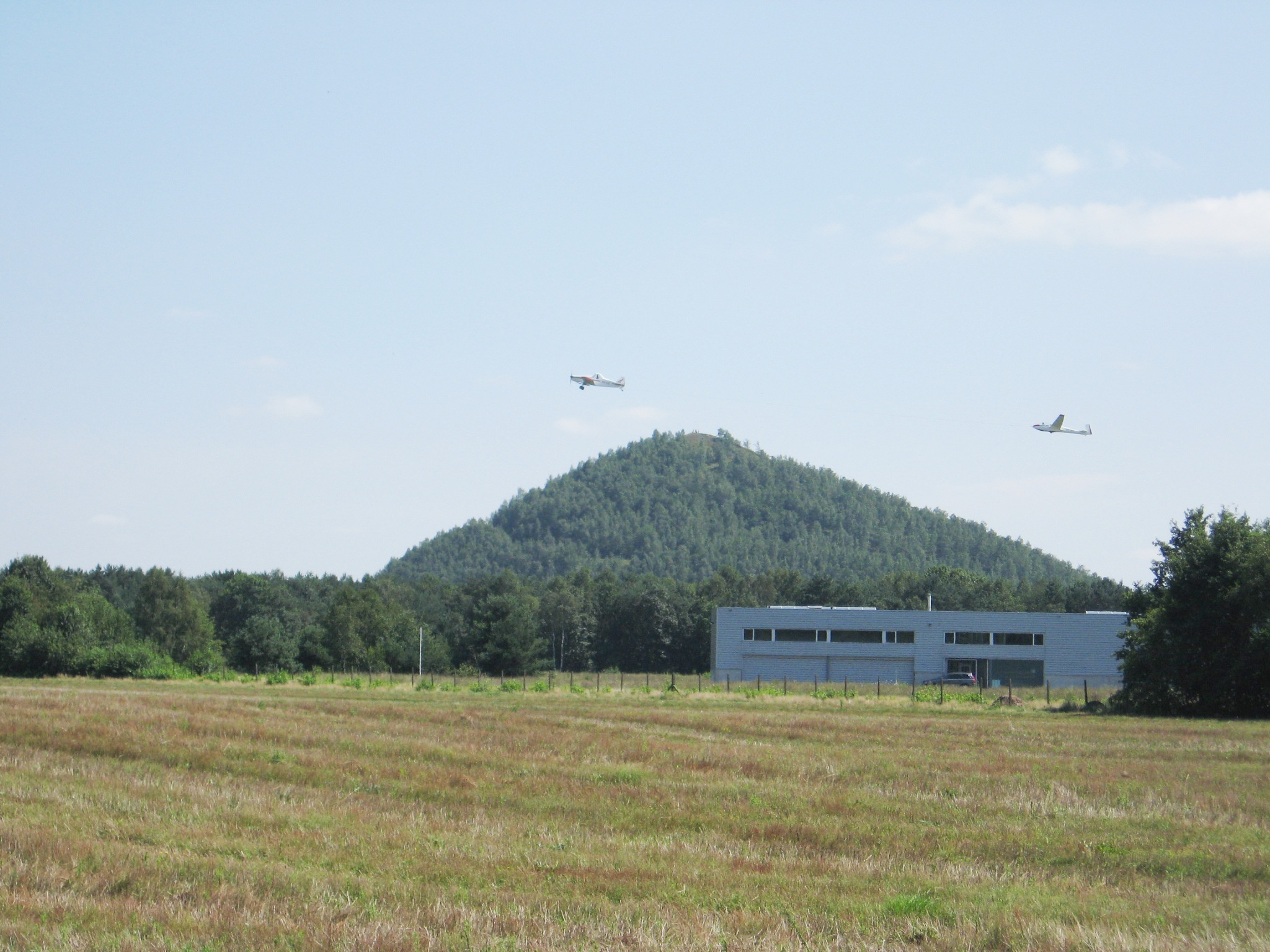